# Erik Rost
Anders Erik Thule Rost, född 30 maj 1985 i Alfta, är en svensk orienterare och skidorienterare. Rost har haft störst framgångar inom skidorienteringen där han under många år tillhört världseliten. Han vann den totala världscupen år 2008 och tog EM-guld i medeldistans i skidorientering 2011 samt EM-guld i långdistans 2015. Detta år tog han även VM-brons i sprint. 2017 vann han EM-guld i männens stafett och samma år VM-guld i mixstafett tillsammans med Tove Alexandersson.
Säsongen 2010 fick han även sitt stora orienteringsgenombrott och etablerade sig även här i absoluta toppen. På SM i medeldistans segrade Rost 10 sekunder före Petter Eriksson och David Andersson. År 2011 vann han elitklassen i femdagarstävlingen O-Ringen. Han tävlar from 2021 för klubben IFK Mora OK och har tidigare representerat Malungs OK och  Alfta-Ösa OK. Han är också längdskidåkare för Hudiksvalls IF.
Erik Rost är gift med Hanna Rost (född Hana Hančíková 1988), också skidorienterare. Hon tog guld i sprint både 2007 och 2008 vid Juniorvärldsmästerskapen i skidorientering. Paret bor i Mora.